# Poly-4-vinylphénol
 (novembre 2023).
Si vous disposez d'ouvrages ou d'articles de référence ou si vous connaissez des sites web de qualité traitant du thème abordé ici, merci de compléter l'article en donnant les références utiles à sa vérifiabilité et en les liant à la section « Notes et références ».

Structure chimique du poly-4-vinylphénol

Le poly-4-vinylphénol, PVP, ou poly(4-hydroxystyrène) est un polymère organique résultant de la polymérisation du 4-vinylphénol (en). Structurellement semblable au polystyrène, il est utilisé en électronique pour réaliser des couches diélectriques dans les écrans à cristaux liquides TFT (« Thin Film Transistor » en anglais), souvent avec du pentacène.